# 根岸友喜
根岸 友喜（ねぎし ともき、1976年 - ）は、株式会社ゲームプランFoundor & CEO。 元パシフィックリーグマーケティング株式会社代表取締役 CEO。
経済産業省産業構造審議会臨時委員。
埼玉県出身。

## 経歴
1999年に成蹊大学文学部を卒業し、JTBに入社しセールス＆マーケティングを担当。2006年 ジョンソン・エンド・ジョンソン株式会社に入社しセールス＆マーケティングを担当。2007年 株式会社楽天野球団入社、事業企画・広報責任者を担当。
2013年 パシフィックリーグマーケティング株式会社にて執行役員に就任。2017年 パシフィックリーグマーケティング株式会社代表取締役CEOに就任。2016年にグロービス経営大学院（MBA） を修了

## 主な業績
- 子どもファン拡大を目的としたパ・リーグ6球団共同イベント「親子ヒーロープロジェクト」を開催[16]
- パ・リーグ6球団主催試合のニュース映像を台湾TV局3社と韓国現地代理店1社に提供開始[17]し、2014年からFOXスポーツ台湾[18][19]、2020年に米スポーツ専門局「FTF」[20][21]、2022年からはELEVEN SPORTS台湾[22][23]にてパ・リーグ主催試合の放送を開始
- パ・リーグ6球団共同で企画したスマートフォン向け健康管理アプリ「パ・リーグ ウォーク」を提供開始[24]
- 日本初スポーツ業界特化型人材紹介エージェントサービスの「PLMキャリア[25]」のサービス開始[26]
- 2018年にパシフィックリーグマーケティング設立当初の1.8億円から27倍となる売上高50億円に到達[27]
- メルカリと連携してNFT事業に参入し「パ・リーグ Exciting Moments β」の提供開始[28]

## 人物
- 2028年にパシフィックリーグマーケティングをスポーツ界の総合商社に、スポーツビジネスパーソンが「小学生のなりたい職業ランキング9位」になること、「20、30年後の日本社会を見据え、野球観戦を通じて社会問題の解決」を見据えている[29][30]
- 大のNBAファンでオフィスではNBAアパレルを着用していることも多い[31]